# Comté de Hartford
Le comté de Hartford est l'un des huit comtés de l'État du Connecticut aux États-Unis. Selon le recensement de 2020, le comté avait une population totale de 899 498 habitants.
Au Connecticut le comté n'a pas de pouvoir exécutif ou législatif : la compétence des comtés consiste essentiellement en des frontières administratives qui délimitent les compétences des tribunaux civils et criminels d’homologation. Il peut aussi servir de délimitation pour certaines statistiques.
Les communes ont la compétence de police, de commandement du régiment de sapeurs-pompiers, des écoles, notamment.

## Géographie
Selon le Bureau du recensement des États-Unis, la superficie du comté est de 1 944 km2, dont 1 905 km2 de terres et 39 km2 de plans d'eau (soit 2,02 %).

### Géolocalisation
|                     | Comté de Hampden           |                     |
| Comté de Litchfield | Comté de Comté de Hartford | Comté de Tolland    |
| Comté de New Haven  | Comté de Middlesex         | Comté de New London |

### Villes du comté
- Avon
- Berlin
  - Kensington (un village de Berlin)
- Bloomfield
  - Blue Hills (un village de Bloomfield)
- Bristol
- Burlington
- Canton
  - Canton Valley (un village de Canton)
  - Collinsville (un village de Canton)
- East Granby
- East Hartford
- East Windsor
  - Broad Brook (un village d'East Windsor)
- Enfield
  - Hazardville (un village d'Enfield)
  - Sherwood Manor (un village d'Enfield)
  - Southwood Acres (un village d'Enfield)
  - Thompsonville (un village d'Enfield)
- Farmington
- Glastonbury
  - Glastonbury Center (un village de Glastonbury)
- Granby
  - North Granby (un village de Granby)
  - Salmon Brook (un village de Granby)
- Hartford
- Hartland
- Manchester
  - Central Manchester (un village de Manchester)
- Marlborough
  - Terramuggus (un village de Marlborough)
- New Britain
- Newington
- Plainville
- Rocky Hill
- Simsbury
  - Simsbury Center (un village de Simsbury)
  - Tariffville (un village de Simsbury)
  - Weatogue (un village de Simsbury)
  - West Simsbury (un village de Simsbury)
- South Windsor
- Southington
- Suffield
  - Suffield Depot (un village de Suffield)
- West Hartford
- Wethersfield
- Windsor
- Windsor Locks

Les villes principales sont Hartford, New Britain et Bristol.

## Démographie
| Groupe                           | Comté de Hartford | Connecticut | États-Unis |
| -------------------------------- | ----------------- | ----------- | ---------- |
| Blancs                           | 72,4              | 77,6        | 72,4       |
| Afro-Américains                  | 13,3              | 10,1        | 12,6       |
| Autres                           | 7,1               | 5,6         | 6,4        |
| Asiatiques                       | 4,3               | 3,8         | 4,8        |
| Métis                            | 2,7               | 2,6         | 2,9        |
| Amérindiens                      | 0,3               | 0,3         | 0,9        |
| Total                            | 100               | 100         | 100        |
|                                  |                   |             |            |
| Hispaniques et Latino-Américains | 15,3              | 13,4        | 17,4       |

Selon l'American Community Survey, pour la période 2011-2015, 74,87 % de la population âgée de plus de 5 ans déclare parler anglais à la maison, alors que 12,68 % déclare parler l'espagnol, 2,24 % le polonais, 1,37 % français, 0,90 % l'italien, 0,76 % le portugais, 0,66 % une langue chinoise, 0,62 % une langue africaine et 5,92 % une autre langue.
Selon l'American Community Survey, pour la période 2011-2015, 11,9 % de la population vit sous le seuil de pauvreté (15,5 % au niveau national). Ce taux cache des inégalités, 30,9 % des Afro-Américains et 30,6 % des Latinos et hispaniques vivant sous ce seuil contre seulement 5,7 % des Blancs non hispaniques. De plus, 16,7 % des moins de 18 ans vivent sous ce seuil, contre seulement 8,5 % des plus de 65 ans.
| 1790   | 1800   | 1810   | 1820   | 1830   | 1840   |
| ------ | ------ | ------ | ------ | ------ | ------ |
| 38 149 | 42 147 | 44 733 | 47 264 | 51 131 | 55 629 |

| 1850   | 1860   | 1870    | 1880    | 1890    | 1900    |
| ------ | ------ | ------- | ------- | ------- | ------- |
| 69 967 | 89 962 | 109 007 | 125 382 | 147 180 | 195 480 |

| 1910    | 1920    | 1930    | 1940    | 1950    | 1960    |
| ------- | ------- | ------- | ------- | ------- | ------- |
| 250 182 | 336 027 | 421 097 | 450 189 | 539 661 | 689 555 |

| 1970    | 1980    | 1990    | 2000    | 2010    | - |
| ------- | ------- | ------- | ------- | ------- | - |
| 816 737 | 807 766 | 851 783 | 857 183 | 894 014 | - |

## Politique
Comptant d'importantes minorités afro-américaine et hispanique, le comté de Hartford est un bastion démocrate.